# ポータルナイツ
『ポータルナイツ』 (Portal Knights) は、Keen Gamesが開発し、505 Gamesより発売された3Dサンドボックスゲーム。
日本では「モノづくりアクションRPG」というジャンルのもと、2016年2月26日よりWindows版がSteamで配信されている他、スパイク・チュンソフトより2017年6月29日にPlayStation 4版が、2018年4月19日にNintendo Switch版が発売された。

## 概要
本作はポータルナイツの一員になって、ブロックで出来た世界を冒険するサンドボックスゲームである。
同ジャンルの『Minecraft』とは一見似ているが、クエストの存在や複数のエリアへの移動などアクションRPGとしての要素も兼ねそろえているため、別物である。
マルチプレイが可能でオフライン時は2人同時プレイが、オンライン時は最大4人同時プレイが可能。日本のパッケージ版には「アイテムレシピ大全」が付属する。

## ゲームシステム
本作のシステムはサンドボックスゲームの要素とアクションRPGの要素を合わせたものである。
本作の基本的なシステムはサンドボックスゲームであり、ゲーム内にあるブロックを壊すことで素材を手に入れることができる。入手した素材はクラフトステーションで加工し、アイテムを作り出すことができる。
本作のゲームの進め方はステージクリア型のアクションRPGに近いものとなっており、ゲームの世界における浮遊島がアクションゲームにおけるステージに該当し、それぞれの浮遊島にいるボスキャラクターを倒すとステージクリアとなる。浮遊島には定期的にイベントが発生するところがあるほか、これとは別にNPCからの依頼が来ることもある。
また、一つの浮遊島はゲーム開始時に大きさを設定することができるほか、スタート地点に戻ることも可能である。

## キャラクターメイキング
キャラクターは3頭身ほどにデフォルメされたデザインとなっている。キャラクターメイキングが可能で、戦士、弓使い、魔法使いの3つのクラスを選択できる。戦士は接近戦が得意、弓使いは遠距離からの攻撃が得意、魔法使いは呪文を使う。

## 評価
箭本進一は、4Gamer.netに寄せたレビュー記事の中で、「RPGのような作風と目標設定が明確化されていることにより、サンドボックスゲーム初心者でも楽しみやすい」と述べた。